# Mährisch-Schlesische Centralbahn

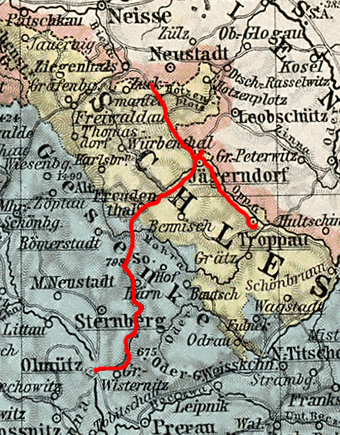
Streckennetz der Mährisch-Schlesischen Centralbahn

Die k.k. privilegierte Mährisch-Schlesische Centralbahn (MSCB) war eine private Eisenbahngesellschaft in Österreich, deren Strecken im heutigen Tschechien lagen.

## Geschichte
Die Bahn eröffnete ihre Strecken zwischen 1872 und 1875. Am 1. Januar 1895 wurde die Gesellschaft verstaatlicht.

## Strecken
- Olmütz–Jägerndorf–Troppau (* 1. Oktober 1872)
- Jägerndorf–Hennersdorf (Reichsgrenze, * 1. Oktober 1872)
- Jägerndorf–Leobschütz (Reichsgrenze, * 1. Oktober 1872)
- Hennersdorf–Ziegenhals (* 1. Jänner 1875)

Am 6. Oktober 1872 erhielt die Gesellschaft zudem die Konzession für die Strecke von Troppau zur mährisch-ungarischen Grenze am Wlarapass. Der Bau der Strecke wurde jedoch infolge der Wirtschaftskrise von 1873 abgebrochen.
Die MSCB erhielt auch die Konzessionen für folgende später von den k.k. Staatsbahnen (kkStB) erbaute Strecken:
- Kriegsdorf–Römerstadt (* 15. Oktober 1878)
- Erbersdorf–Würbenthal (* 5. Dezember 1880)

Auf diesen beiden Strecken führte die MSCB den Betrieb bis 1. Jänner 1889.

## Lokomotiven
| Lokomotiven der Mährisch-Schlesische Centralbahn | Lokomotiven der Mährisch-Schlesische Centralbahn | Lokomotiven der Mährisch-Schlesische Centralbahn | Lokomotiven der Mährisch-Schlesische Centralbahn | Lokomotiven der Mährisch-Schlesische Centralbahn | Lokomotiven der Mährisch-Schlesische Centralbahn | Lokomotiven der Mährisch-Schlesische Centralbahn | Lokomotiven der Mährisch-Schlesische Centralbahn | Lokomotiven der Mährisch-Schlesische Centralbahn |
| Nr.                                              | Bild                                             | Anzahl                                           | Hersteller                                       | Baujahr                                          | Bauart                                           | kkStB-Nr.                                        | ČSD-Nr.                                          | Anmerkungen                                      |
| ------------------------------------------------ | ------------------------------------------------ | ------------------------------------------------ | ------------------------------------------------ | ------------------------------------------------ | ------------------------------------------------ | ------------------------------------------------ | ------------------------------------------------ | ------------------------------------------------ |
| 1–14                                             |                                                  | 14                                               | Lokomotivfabrik Floridsdorf                      | 1872–1873                                        | C n2                                             | 54.50–63                                         | 313.1                                            | Güterzuglokomotive                               |
| 25–26                                            |                                                  | 2                                                | Lokomotivfabrik Floridsdorf                      | 1874                                             | 2'B n2                                           | 16.01–02                                         | 232.001                                          | Personenzuglokomotive, baugleich mit ÖNWB IIIa   |
| 27–29                                            |                                                  | 3                                                | Lokomotivfabrik Floridsdorf                      | 1892                                             | 2'B n2                                           | 103.21-23                                        | -                                                | Personenzuglokomotive, baugleich mit BNB IIa     |
| 30–32                                            |                                                  | 3                                                | Lokomotivfabrik Floridsdorf                      | 1884                                             | B n2t                                            | 84.01–04                                         | -                                                | Rangierlokomotive                                |